# Pietro Pappalardo
Pietro Pappalardo (Catania, 1898 – 1985) è stato uno scultore italiano.

## Biografia
Scultore catanese del '900. Allievo prima di Ignazio Romeo e successivamente di Salvatore Juvara. Agli inizi lavora insieme al più noto scultore Carmelo Florio. La sua opera più impegnativa è il monumento a monsignor Ferrais nel duomo di Catania. Nel 1948 partecipa alla collettiva intitolata Mostra dei 44, allestita presso il Circolo della Stampa di Catania. Per il Giardino Bellini di Catania esegue i ritratti in bronzo di Filippo Eredia (1960), Francesco Pastura (1969) e Antonio Savasta (1969). È l'autore del Monumento ai Caduti del comune di Mascali, inaugurato nel 1940.